# Resele kyrka
Resele kyrka är en kyrkobyggnad i Resele. Den är församlingskyrka i Resele församling i Härnösands stift.

## Kyrkobyggnaden

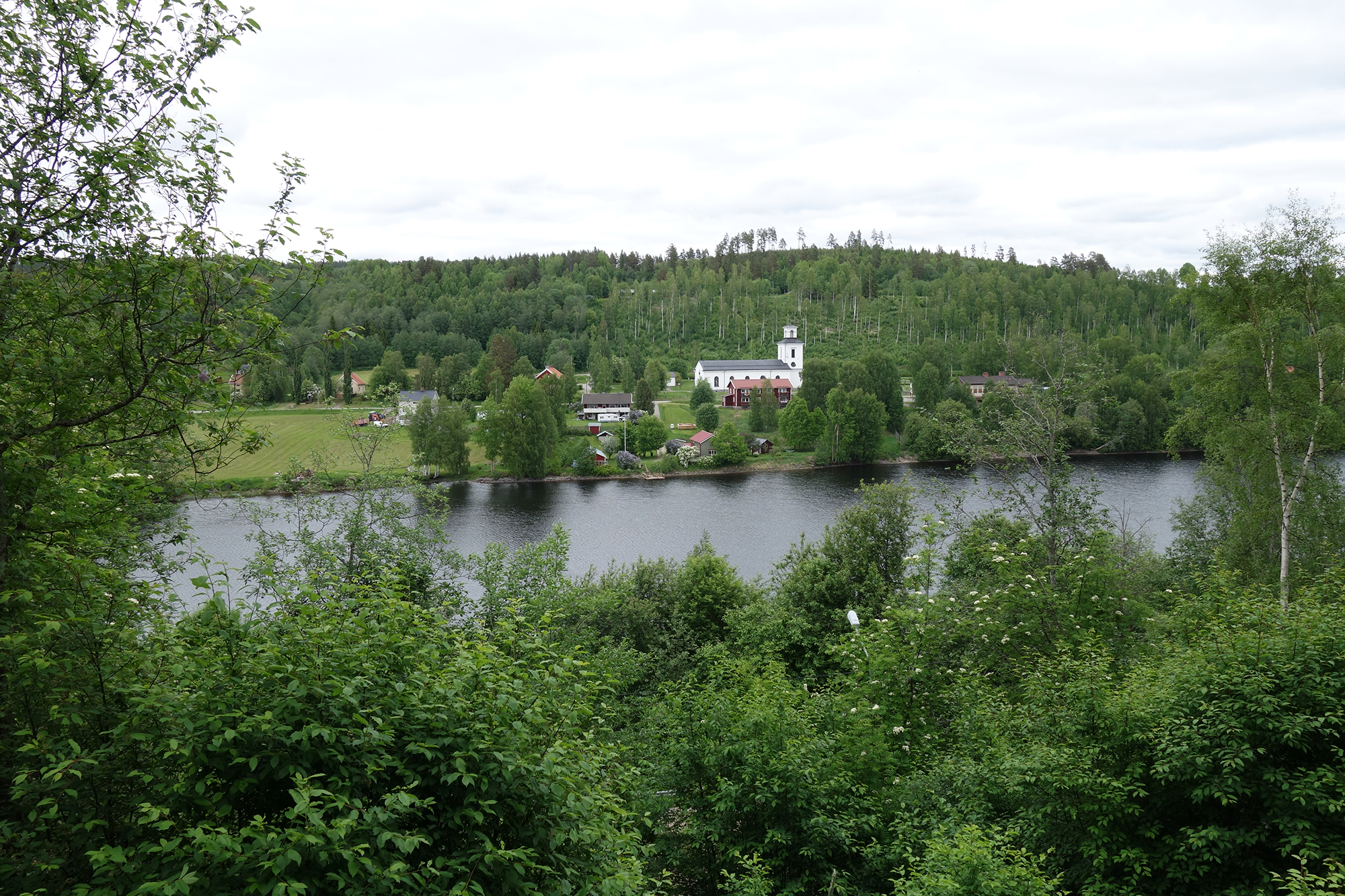
Resele kyrka sedd från södra sidan av Ångermanälven.

På platsen fanns tidigare en gråstenskyrka uppförd på medeltiden. Nuvarande kyrka uppfördes åren 1834-1841 under ledning av byggmästare Lars David Geting efter ritningar av arkitekt Per Axel Nyström. 1841 invigdes kyrkan av biskop Frans Michael Franzén.
Kyrkan består av ett rektangulärt långhus som är orienterat från nordväst till sydost. Vid sydöstra kortsidan finns koret och kyrktornet. Vid nordvästra kortsidan finns huvudingången med förstuga. Ytterligare en ingång finns vid sydvästra långsidan. Ytterväggarna är vitputsade. Taken är numera belagda med kopparplåt, men var ursprungligen belagda med spån. Tornets tak har en lanternin av trä.

## Inventarier
- Predikstolen är snidad 1840 av Salomon Hägglöf från Häggenås i Jämtland.
- En dopängel är tillverkad 1849 av Salomon Hägglöf.
- Ett rökelsekar är från medeltiden.
- Altartavlan med motivet Kristus på korset är utförd 1842 av Albert Blombergsson.

### Orgel
- 1849 byggdes en orgel med 14 stämmor av organist Johan Dalin, Resele.
- 1906 byggdes en orgel med 14 stämmor, två manualer och pedal av Christian Schuster, Östersund.
- Den nuvarande orgeln byggdes 1956 av Gustaf Hagström Orgelverkstad, Härnösand. Orgeln har mekanisk traktur, pneumatisk registratur och slejflådor. Den har även registersvällare och tutti. Tonomfånget är på 56/30.

| Huvudverk I          | Svällverk II           | Pedal         | Koppel |
| Principal 8´         | Salicional 8´          | Subbas 16´    | I/P    |
| Gedackt 8´           | Rörflöjt 8´            | Gedacktbas 8´ | II/P   |
| Oktava 4'            | Italiensk Principal 4' | Koralbas 4'   | II/I   |
| Kvinta 2 2/3'        | Blockflöjt 2'          | Fagott 16'    |        |
| Oktava 2'            | Kvinta 1 1/3'          |               |        |
| Mixtur II-III 1 1/3' | Crescendosvällare      |               |        |
| Trumpet 8'           |                        |               |        |

I andaktsrummet står en orgeln som byggdes omkring 1870 av Nils Erik Bodén, Resele. Den är mekanisk med slejflådor och har ett tonomfång på 51. Orgeln var tidigare en hemorgeln och skänktes till kyrkan 1980.
| Manual      |
| Fugara 8'   |
| Ekoflöjt 4' |